# Пердика III
Вижте пояснителната страница за други личности с името Пердика.
Пердика III (на старогръцки: Περδίκκας; на латински: Perdikkas) е цар на Древна Македония през 365–359 г. пр. Хр. от династията Аргеади след брат си Александър II.
Той е вторият син на Аминта III († 370 г. пр. Хр.) и на Евридика († 365-359 г. пр. Хр.) от царската фамилия на Lynkestis, близо до Преспанско езеро.
При поемане на трона той е още малолетен и регентството е поето от Птолемей Алорит, който е отговорен за убийството на брат му. Когато Павзаний, претендент за трона, завзема големи части от Македония, те молят Атина за помощ. Те изпращат генерал Ификрат, с чиято помощ те изгонват Павзаний. След тригодишно регентство Пердика заповядва убийството на Алор и поема сам управлението.
През следващите години Пердика има проблени с Атина за град Амфиполис. Пердика не дава на никой достъп до управляването освен на философи и географи. Платон му изпраща Euphraios от Oreos като съветник с препоръчително писмо, така наереченото 5. Писмо на Платон.
Пердика пада убит в битка против илирийския цар Бардилис. Негов наследник става синът му Аминта IV. Понеже той е едва на три години, управлението поема Филип II, по-малкият брат на Пердика.